# هاروكي موراكامي
هاروكي موراكامي (باليابانية: 村上春樹) (مواليد 12 يناير 1949) هو كاتب ياباني، لاقت أعماله نجاحًا حيث تصدرت قوائم أكثر الكتب مبيعًا سواء على الصعيد المحلي أو العالمي، وتُرجمت إلى أكثر من 50 لغة. حصل موراكامي أيضًا على عدة جوائز أدبية عالمية منها جائزة عالم الفنتازيا (2006) وجائزة فرانك أوكونور العالمية للقصة القصيرة (2006) وجائزة فرانز كافكا (2006) وجائزة القدس (2009)، وجائزة الشيخ زايد للكتاب (2025).
من أبرز أعماله رواية مطاردة الخراف الجامحة (1982) والغابة النروجية (1987) وكافكا على الشاطئ (2002) وإيتشي كيو هاتشي يون (2009 - 2010). يَظهر تأثر موراكامي بالكُتاب الغربيين، مثل رايموند تشاندلر وكورت فونيجت، واضحًا بشكل جَلي، الأمر الذي دفع بعض المؤسسات الأدبية اليابانية لانتقاد بعض أعماله لبُعدها على المنهج الأدبي الياباني. غالبًا ما تتسم أعمال موراكامي بالسريالية والسوداوية والقَدَرية، كما تتناول معظم رواياته موضوع الانسلاخ الاجتماعي والوحدة والأحلام. يُعد موراكامي من أهم رموز أدب ما بعد الحداثة. كما وصفته مجلة الغارديان بأنه «أحد أعظم الروائيين في يومنا هذا» بسبب أعماله وإنجازاته.

## النشأة
وُلد موراكامي في 12 يناير 1949 في مدينة كيوتو اليابانية ضمن طفرة مواليد ما بعد الحرب العالمية الثانية، ونشأ في شوكوغاوا (نيشينوميا) وآشيا وكوبه. وهو ابن وحيد لأبويه. كان والده ابنًا لكاهن بوذي، ووالدته ابنة لتاجر من أوساكا، وعمل كلاهما في تدريس الأدب الياباني.
وفقًا لمقالة نُشرت في مجلة بونجي شونجو (بالإنجليزية: BungeiShunju) تحت عنوان «التخلي عن قطة: ما أتحدث عنه حين أتحدث عن والدي»، فقد انخرط والده في الحرب الصينية اليابانية الثانية، وعانى من صدمة عميقة بسببها، الأمر الذي كان له تأثير على موراكامي بدوره.
تأثر موراكامي منذ طفولته بالثقافة الغربية تأثرًا شديدًا، حاله في ذلك حال كوبو آبي، وعلى وجه التحديد بالموسيقى والأدب الغربي إضافة إلى الروسي. فقد نشأ يقرأ سلسلة واسعة من أعمال الكتاب الأوروبيين والأمريكيين، من أمثال فرانس كافكا وجوستاف فلوبير وتشارلز ديكنز وكورت فونيجت وفيودور دوستويفسكي وريتشارد بروتيغان وجاك كيروك. ويميّز هذا التأثر الغربي موراكامي عن الأغلبية العظمى من بقية الكتّاب اليابانيين.
درس موراكامي الدراما في جامعة واسيدا بطوكيو، حيث التقى بيوكو، التي أصبحت زوجته. كان عمله الأول في متجر تسجيلات. وقبل إنهائه لدراسته بوقت قصير، افتتح موراكامي مقهى وحانة لموسيقى الجاز، أسماها «بيتر كات»، في كوكوبونجي، بطوكيو، أدارها هو وزوجته بين عامي 1974 و1981. وقد قرر الزوجان ألا ينجبا أطفالًا.
يُعد موراكامي عدّاء ماراثون خبيرًا ومشجعًا مولعًا بالسباق الثلاثي (ترياثلون)، على الرغم من أنه لم يبدأ بممارسة الركض حتى سن الثالثة والثلاثين. في 23 يونيو 1996، أتم أول سباق ألترا ماراثون له، امتد لمسافة 100 كم حول بحيرة ساروما في هوكايدو باليابان. ويتناول علاقته بالركض في كتاب اليوميات الذي أصدره عام 2008 تحت عنوان «ما أتحدث عنه حين أتحدث عن الركض» (باليابانية: 走ることについて語るときに僕の語ること).

## مسيرته الأدبية

### «ثلاثية الجرذ»
بدأ موراكامي بكتابة الأعمال الخيالية حين بلغ التاسعة والعشرين، وقال: «قبل ذلك، لم أكتب أي شيء. كنت واحدًا من أولئك الأشخاص الاعتياديين وحسب، أتولى إدارة نادٍ لموسيقى الجاز ولا أبتكر أي شيء على الإطلاق». وقد ألهِم بكتابة روايته الأولى، اسمع الريح تغني (1979) (باليابانية: 風の歌を聴け)، أثناء مشاهدته لمباراة بيسبول. في عام 1978، كان موراكامي في ملعب جينغو يشاهد مباراة بين فريقي «ياكولت سوالوز» و«هيروشيما كارب» حين ضرب ديف هيلتون، وهو لاعب أمريكي، الكرة. ووفقًا لقصة كُررت مرارًا، خلال اللحظة التي ضرب هيلتون فيها الكرة، أدرك موراكامي فجأة أن بوسعه أن يكتب رواية، ووصف ذلك الشعور بأنه «إحساس دافئ» ما زال يشعر به في قلبه، فذهب إلى المنزل وبدأ بالكتابة تلك الليلة. عمل موراكامي على اسمع الريح تغني لمدة عشرة أشهر على جلسات قصيرة للغاية، خلال الليل بعد نهاية يوم العمل في الحانة. أنجز الرواية وأرسلها إلى المسابقة الأدبية الوحيدة التي تقبل أعمالًا بذلك الطّول، فحصد الجائزة الأولى.
تشجع موراكامي بسبب نجاحه الفوري مع اسمع الريح تغني على متابعة الكتابة. وبعد عام، نشر جزءها الثاني، بينبول، 1973 (باليابانية: 1973年のピンボール). وفي عام 1982، نشر الجزء الثّالث، مطاردة خروف بري (باليابانية: 羊をめぐる冒険) الذي لاقى نجاحًا لدى النّقّاد. تشكّل روايات «اسمع الريح تغني» و«بينبول، 1973» و«مطاردة خروف بري» ثلاثيّة الجرذ (أضاف إليها جزءًا رابعًا فيما بعد بعنوان «رقص، رقص، رقص» لكن أحداثه لا تعتبر جزءًا من السلسلة)، التي تتركز حول نفس الراوي الذي لا يرد اسمه وصديقه، «الجرذ». لم تتوفر أول روايتين في ترجمة إنجليزية على نطاق واسع خارج اليابان حتى عام 2015، على الرغم من أن إصدارًا إنجليزيًا أنجز ترجمته ألفريد برينبوم بكثير من الملاحظات الهامشية كان قد نُشر من قبل دار كودانشا ضمن سلسلة مخصصة لطلاب الإنجليزية اليابانيين. يعتبر موراكامي روايتيه الأوليين «غير ناضجتين» و«واهيتين»، ولم يكن يتوق إلى ترجمتهما إلى الإنجليزية. أما مطاردة خروف بري، وفقًا لأقواله، فكانت «أول كتاب جعلني أشعر بإحساس من نوع ما، بهجة قص حكاية. حين تقرأ قصة جيدة، تستمر بالقراءة وحسب. وحين أكتب قصة جيدة، أستمر بالكتابة وحسب».

## أسلوبه في الكتابة
معظم أعمال هاروكي موراكامي تُروى بصيغة المتكلم، على غرار تقليد “رواية الأنا” اليابانية. ويُصرّح موراكامي أن العائلة تلعب دورًا محوريًا في الأدب الياباني التقليدي، وبالتالي فإن أي شخصية رئيسية تتصف بالاستقلالية تصبح رجلًا يقدّر الحرية والعزلة على حساب الحميمية.
ومن السمات البارزة في كتاباته أيضًا حسّه الفكاهي الفريد، كما يظهر في مجموعته القصصية القصيرة بعد الزلزال الصادرة عام 2000. في قصة “الضفدع الخارق ينقذ طوكيو”، يواجه البطل ضفدعًا طوله ستة أقدام يتحدث عن دمار طوكيو أثناء احتسائهما كوبًا من الشاي. وعلى الرغم من النبرة الجادة للقصة، يرى موراكامي أن القارئ يجب أن يستمتع بمجرد أن يتم التطرق إلى الجدية في الموضوع.
ومن السمات اللافتة الأخرى في قصص موراكامي تعليق الشخصيات الرئيسية على مدى غرابة القصة نفسها. يوضح موراكامي أن شخصياته تعيش ما يعيشه هو أثناء الكتابة، ويمكن تشبيه ذلك بمشهد تصوير سينمائي حيث الجدران والديكورات كلها زائفة. وقد شبّه أيضًا عملية الكتابة بصناعة الأفلام، قائلًا: “هذه إحدى متع كتابة الرواية — أنني أصنع فيلمي الخاص بي، من أجلي فقط.”
وغالبًا ما يُوصف أسلوب موراكامي في الكتابة بأنه واقعية سحرية، تتخللها عناصر سريالية. وتُصنّف رواياته على أنها تجارب تُعاش لا مجرد قصص ذات سرد خطي، حيث تقوم الشخصيات بأفعال من دون دوافع أو تفسيرات واضحة. إلا أن موراكامي نفسه لا يرى كتاباته سريالية أو تنتمي إلى الواقعية السحرية، فيقول:
“أنا ببساطة أكتب القصص التي أرغب في كتابتها، وبالأسلوب الذي يناسبني. حين أكتب رواية، تتحرك القصة من تلقاء نفسها، بشكل طبيعي، كما يتدفق الماء وفق تضاريس الأرض. كل ما أفعله هو أن أضع هذا التدفق في كلمات، بأكبر قدر من الإخلاص.”
تحمل العديد من رواياته مواضيع وعناوين تستلهم من الموسيقى الكلاسيكية، مثل الكتب الثلاثة التي تشكل يوميات طائر الزنبرك:
	•	الغراب السارق (مستوحاة من أوبرا روسيني)،
	•	الطائر كنبيّ (مستوحاة من مقطوعة لروبرت شومان تُعرف بالإنجليزية باسم The Prophet Bird)،
	•	وصائد الطيور (شخصية في أوبرا الناي السحري لموتسارت).
كما تستمد بعض رواياته عناوينها من الأغاني، مثل الرقص، الرقص، الرقص (يُعتقد غالبًا أنه مستوحى من أغنية لفريق بيتش بويز، لكن في الواقع يرجع العنوان إلى وجه أغنية لفريق ذا ديلز عام 1957)، والغابة النرويجية (مستوحاة من أغنية البيتلز)، وجنوب الحدود، غرب الشمس (مأخوذة عن أغنية بعنوان “South of the Border”).
وترى بعض التحليلات أن هناك عناصر من الشامانية في كتاباته. ففي مقال نُشر عام 2000، ربطت سوزان فيشر بين الشنتو أو الشامانية اليابانية وبعض عناصر رواية يوميات طائر الزنبرك، مثل الهبوط إلى بئر جاف. وفي ندوة أُقيمت بجامعة هاواي في أكتوبر 2013، قالت الأستاذة المساعدة في الأدب الياباني نوبوكو أوشنر إن “هناك أوصافًا كثيرة للسفر في عالم موازٍ، وشخصيات لها صلة ما بالشامانية” في أعمال موراكامي.
وفي مقال نشرته مجلة ذا أتلانتيك في أكتوبر 2022، أوضح موراكامي أن القليل جدًا من شخصياته مستوحاة من أشخاص حقيقيين كما يزعم البعض. وكتب يقول:
“نادراً ما أقرر مسبقًا أنني سأقدّم نوعًا معينًا من الشخصيات. أثناء الكتابة، يتشكّل نوع من المحور يجعل ظهور شخصيات معينة أمرًا ممكنًا، ثم أبدأ بإدخال التفاصيل، واحدة تلو الأخرى، كما لو أن قطعًا من الحديد تنجذب إلى مغناطيس. وبهذه الطريقة تتجسّد صورة عامة لشخصية ما. وغالبًا ما ألاحظ لاحقًا أن بعض التفاصيل تشبه تفاصيل شخص حقيقي، لكن معظم العملية تتم تلقائيًا. أعتقد أنني أستخرج — بشكل شبه لا واعٍ — معلومات وشظايا متنوعة من خزائن عقلي، ثم أنسجها معًا.”
وقد أطلق على هذه العملية اسم “الأقزام التلقائيون”.
وتابع:
“أحد أكثر الأشياء التي أستمتع بها في كتابة الروايات هو الإحساس بأنني أستطيع أن أكون أي شخص أرغب في أن أكونه.”
وأضاف أن “الشخصيات التي تكون — بالمعنى الأدبي — حيّة، ستتحرر في نهاية المطاف من سيطرة الكاتب وتبدأ بالتصرف باستقلالية.”

## أعماله

### روايات
- اسمع صوت أغنية الريح (1987)
- بنبول، 1973 (1985)
- مطاردة الخراف الجامحة (1982)
- ارض العجائب الحارة ونهاية العالم (1985)
- الغابة النروجية (1987) (باليابانية: ノルウェイの森)
- رقص رقص رقص (1988)
- جنوب الحدود، غرب الشمس (1992)
- تاريخ العصفور الألي (1994 - 1995)
- سبوتنيك الحبيبة (1999)
- كافكا على الشاطئ (2002) (باليابانية: 海辺のカフカ)
- ما بعد الظلام (2004)
- إيتشي كيو هاتشي يون (2009 - 2010)
- تسكورو تازاكي عديم اللون وسنوات حجه (2013)
- مقتل قائد الفرسان (2017) (باليابانية: 騎士団長殺し). [31]

### قصص قصيرة
- المكتبة الغريبة (2005) (باليابانية: ふしぎな図書館)

## وصلات خارجية
- هاروكي موراكامي على موقع أرشيف الشارخ.
- هاروكي موراكامي على موقع IMDb (الإنجليزية)
- هاروكي موراكامي على موقع الموسوعة البريطانية (الإنجليزية)
- هاروكي موراكامي على موقع الموسوعة البريطانية (الإنجليزية)
- هاروكي موراكامي على موقع مونزينجر (الألمانية)
- هاروكي موراكامي على موقع ميوزك برينز (الإنجليزية)
- هاروكي موراكامي على موقع إن إن دي بي (الإنجليزية)
- هاروكي موراكامي على موقع ديسكوغز (الإنجليزية)
- هاروكي موراكامي على موقع قاعدة بيانات الفيلم (الإنجليزية)
- هاروكي موراكامي  على قاعدة بيانات الخيال التأملي على الإنترنت